# Łysy Młyn
Łysy Młyn – staw i dawny młyn wodny na bezimiennym dopływie Warty w gminie Suchy Las, na zachód od drogi z Poznania do Biedruska, na północ od Radojewa.

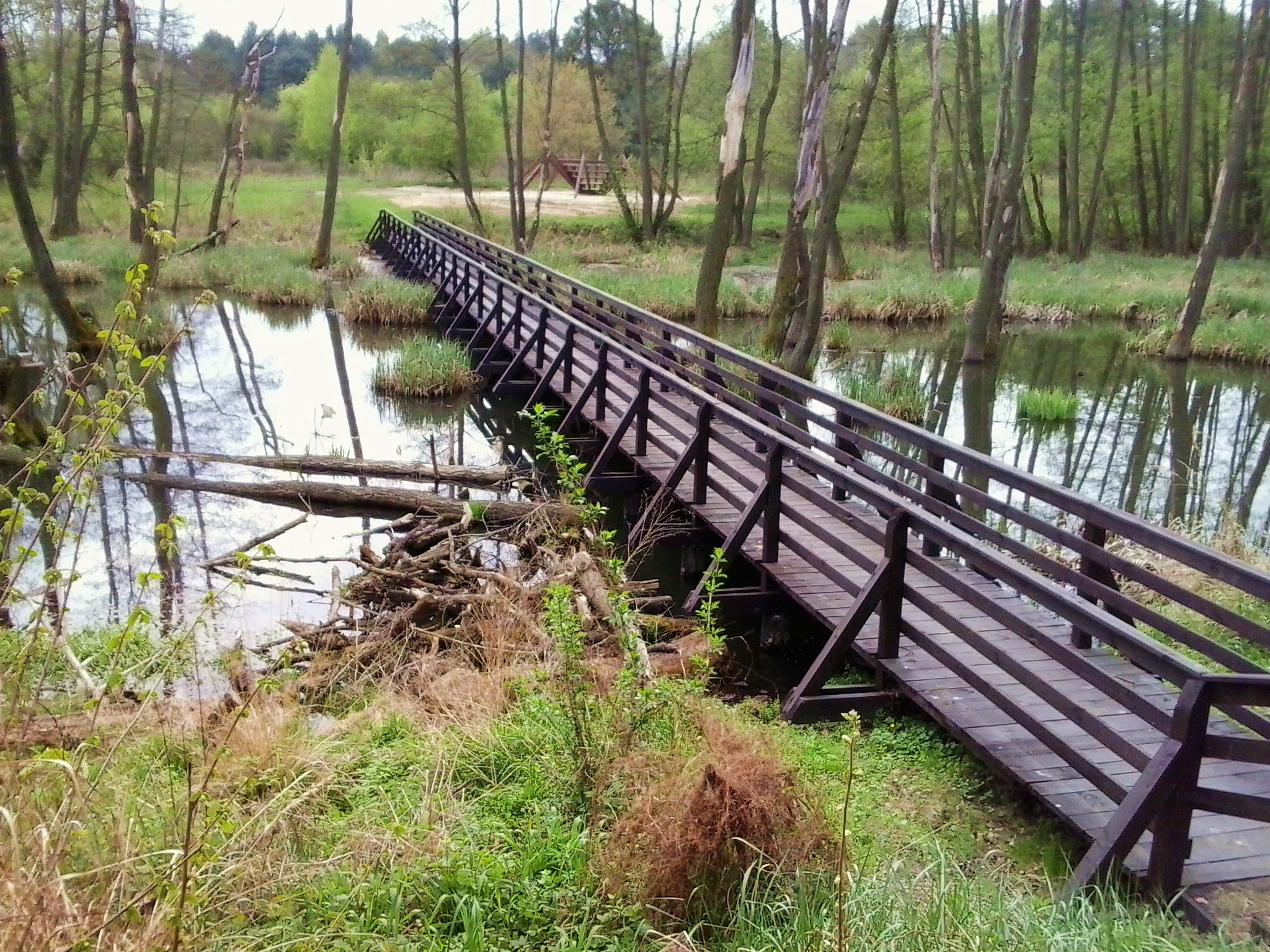
Drewniane mosty w części podmokłej

Zbiornik ma powierzchnię 3 ha. Zamieszkują w nim i w jego okolicach następujące gatunki fauny: topik, bagnik przybrzeżny, topielnica, jętki, pływak żółtobrzeżek, żagnica jesienna, żagnica wielka, husarz władca, traszka grzebieniasta, ropucha szara, kumak nizinny, rzekotka, żaba jeziorkowa, żaba moczarowa, żółw błotny i zaskroniec zwyczajny.
Akwen stanowi łowisko wędkarskie ze strefą połowów przy brzegach południowym i wschodnim oraz całkowitym zakazem kąpieli. Zarządza nim koło PZW nr 122 Przynęta.
Wokół stawu poprowadzono ścieżkę dydaktyczną (1,2 km) poświęconą roli wody w środowisku (częściowo po drewnianych kładkach nad odcinkami bagiennymi). Przy akwenie stoi też odrestaurowany młyn z ekspozycją narzędzi rybackich oraz wystawą poświęconą, urodzonemu w pobliskim Glinnie, Wojciechowi Bogusławskiemu – ojcu teatru polskiego. Ponadto w młynie znajduje się ekspozycja na temat roli martwego drewna w środowisku naturalnym. Istnieje tu też tzw. leśne laboratorium z pracownią entomologiczną.
Przy szosie z Poznania znajduje się parking, przystanki autobusowe i pawilon informacyjny. Łysy Młyn ze wszystkich stron otoczony jest przez tereny poligonu Biedrusko.
Atrakcje w pobliżu: cmentarz w Biedrusku, pałac w Radojewie.